# Boris Ionowitsch Schklowski
Boris Ionowitsch Schklowski (russisch Борис Ионович Шкловский, englische Transkription Boris Shklovskii; * 31. Januar 1944) ist ein russisch-US-amerikanischer theoretischer Festkörperphysiker.
Schklowski studierte Physik an der Staatlichen Universität Leningrad mit dem Diplomabschluss 1965. Er wurde 1968 am Joffe-Institut in Leningrad promoviert und war dann dort fest angestellter Wissenschaftler. 1989 wurde er Professor an der University of Minnesota, wo er A. S. Fine Professor für theoretische Physik ist und 1996 bis 1999 dem William I. Fine Theoretical Physics Institute vorstand.
Er befasst sich mit Transporttheorie und Elektron-Elektron-Korrelationen in ungeordneten Halbleitersystemen (Einführung des Coulomb Gap im Spektrum der Einteilchendichte lokalisierter Elektronenzustände 1975 mit Alexei Efros), sogenannte Hopping-Halbleiter (siehe Bändermodell), mit metallischen Phasenübergängen, dem Quanten-Hall-Effekt, Theorie von Superkondensatoren und auch Biophysik (wie Abschirmung der DNA durch Ionen, Theorie des Transports von Ionen und DNA durch Ionenkanäle, Selbstzusammenbau von Viren).
1986 erhielt er mit Efros den Landau-Preis. 1994 wurde er Fellow der American Physical Society, die ihm für 2019 ihren Oliver E. Buckley Condensed Matter Prize zusprach. 2023 wurde Schklowski zum Mitglied der National Academy of Sciences gewählt.

## Schriften
- mit Alexei L. Efros Electronic properties of doped semiconductors, Springer Verlag 1984 (russisches Original, Nauka 1979)